# Zingiber elatius
Zingiber elatius là một loài thực vật có hoa trong họ Gừng. Loài này được Ida Theilade nâng cấp thành loài độc lập năm 1998 với danh pháp Zingiber elatior; dựa trên thứ Zingiber gracile var. elatior do Henry Nicholas Ridley mô tả năm 1899.

## Từ nguyên và lưu ý
Tính từ Latinh giống đực/giống cái: elatior, giống trung: elatius; nghĩa là cao hơn. Danh từ Zingiber là giống trung nên danh pháp chính xác là Z. elatius (như ghi nhận của IUCN, POWO, IPNI, WCSP, ZRC), không phải Z. elatior như ghi nhận trong các bài báo gốc hoặc trong The Plant List, TROPICOS. Ở đây là để nói tới thân cây cao hơn của nó so với dạng nguyên chủng của loài mà ban đầu nó được coi là một thứ trong đó là Z.gracile.

## Mẫu định danh
Mẫu định danh: Ridley H.N. 9340; thu thập tháng 6 năm 1898 ở cao độ 760–762 m, tọa độ khoảng 5°24′0″B 100°14′20″Đ / 5,4°B 100,23889°Đ, tại Richmond Pool, Penang Hill, Penang, Malaysia bán đảo. Mẫu lectotype được lưu giữ tại Vườn Thực vật Hoàng gia tại Kew (K). Lưu ý rằng thông tin về lectotype và isotype của Theilade (1998) là thiếu chính xác (tháng 4 năm 1896, lectotype lưu giữ tại Vườn Thực vật Singapore - SING, isotype tại K).
Các mẫu khác có Burkill SFN 3312, Burkill SFN 1529, Fox W. 61 (tháng 8 năm 1899) tại Penang; King's Coll. 7954 (= Kunstler H. 7954), Burkill & Haniff SFN 12712 tại Perak.
Các mẫu Ridley 7954 (tháng 8 năm 1904), Hume 8717 tại Selangor; Ridley H.N. s.n. (tháng 12 năm 1905) tại Johor.

## Phân bố
Loài này có tại các bang Penang (Penang Hill trên đảo Penang), Perak (Bukit Larut, tên cũ Maxwell Hill) thuộc Malaysia bán đảo. Môi trường sống là rừng, ở cao độ 600-1.150 m.
Các bang Johor và Selangor theo thông tin của Theilade (1998) không được IUCN ghi nhận.

## Phân loại
Thuộc nhóm Zingiber gracile trong tổ Zingiber, bao gồm Z. aurantiacum, Z. elatius, Z. gracile, Z. kelantanense, Z. petiolatum, Z. raja, Z. singapurense và Z. sulphureum.

## Mô tả
Chồi lá cao tới 1,5–2 m. Lưỡi bẹ 2 thùy, dài 2–10 mm, có lông tơ. Lá màu xanh lục sẫm, không cuống, thẳng hẹp tới hình mác nhọn thon, 20-30 x 2-2,8 cm, mặt dưới và gân giữa về phía đáy có lông tơ. Cán hoa dài 30-40(-45) cm. Cành hoa bông thóc hình thoi thanh mảnh, dài 10-20(-25) cm và rộng 2-2,5 cm. Lá bắc màu da cam chuyển thành đỏ hay đỏ-tía, có lông tơ dọc theo mép. Lá bắc con 2,5–3 cm, khá cứng. Đài hoa dài ~2,5 cm. Tràng hoa 6 cm, màu kem. Cánh môi chẻ đôi sâu, màu vàng, đôi khi với vài đường nhỏ, ngắn, màu đỏ và đen (mẫu Burkill SFN 3312).
Về mặt sinh dưỡng, giống với Z. montanum ở Ấn Độ ở chỗ có lá thẳng, nhưng khác ở chỗ phiến lá hẹp hơn và cụm hoa hình thoi thanh mảnh với các lá bắc màu từ da cam tới đỏ.